# Ali Baba (film, 1995)
Az Ali Baba (eredeti cím: Alì Babà) 1995-ben bemutatott olasz rajzfilm, amely az 1001 éjszaka meséi alapján készült.
Olaszországban 1995. december 21-én mutatták be a mozikban, Magyarországon 1996-ban adták ki VHS-en.

## Szereplők
| Szereplő           | Eredeti hang       | Magyar hang         |
| ------------------ | ------------------ | ------------------- |
| Ali Baba           | Nanni Baldini      | Minárovits Péter    |
| Baltazár           | Mario Bombardieri  | Csonka András       |
| Dadus              | Rita Baldini       | Zsurzs Kati         |
| Sadam              | Piero Tiberi       | Harsányi Gábor      |
| Kasim              | Leslie La Penna    | Cs. Németh Lajos    |
| Fatima             | Stefania Romagnoli | Némedi Mari         |
| Tahieb             | Mino Caprio        | Bartucz Attila      |
| Morgana            | N/A                | Roatis Andrea       |
| Alia hercegnő      | N/A                | Zsigmond Tamara     |
| Goliát             | N/A                | Juhász György       |
| Vicsorgó           | N/A                | Pethes Csaba        |
| Sötét lelkű        | N/A                | Vida Péter          |
| Filo               | N/A                | Holl Nándor         |
| Szépfiú            | N/A                | Kassai Károly       |
| Enyves             | N/A                | Halmágyi Sándor     |
| Szabó              | Sandro Pellegrini  | Velenczey István    |
| Doktor             | N/A                | Uri István          |
| Dodi gróf          | N/A                | Kardos Gábor        |
| Asztrológus        | Giorgio Borghetti  | Konrád Antal        |
| Asztrológus inasa  | N/A                | Szokol Péter        |
| Szultán            | N/A                | Holl János          |
| Szultána           | N/A                | Bessenyei Emma      |
| Időjós a minareten | N/A                | Juhász Tóth Frigyes |

További magyar hangok: Hirling Judit, Végh Ferenc, Wohlmuth István

## Televíziós megjelenések
Duna TV 